# Philipp Hotz
Philipp Hotz (* 7. August 1884 in Fränkisch-Crumbach; † 14. März 1955) war ein deutscher Bautechniker und Maler.
Seit 1907 war er als Bauingenieur im Stadtbauamt der Stadt Worms tätig.  Er war an zahlreichen Bauvorhaben in der Stadt beteiligt wie z. B. der Sparkasse, dann tätig für Baupolizei. Von 1916 bis 1934 war er für das Städtische Spiel- und Festhaus zuständig, hier hatte er die technische Leitung und war als Bühnenbildner tätig. 1950 erhielt er den Titel eines Oberbauinspektors. Von ihm stammt auch der Entwurf für die markante, aus heimischem Sandstein gemauerte Giebelfassade mit ihrem vorspringenden Eckturm der Lukaskirche in Worms (1950).
Sein Sohn war der evangelische Pfarrer und Kunsthistoriker Walter Hotz (1912–1996).